# Ločenice
Ločenice (en allemand : Lotschenitz) est une commune du district de České Budějovice, dans la région de Bohême-du-Sud, en République tchèque. Sa population s'élevait à 777 habitants en 2023.

## Géographie
Ločenice se trouve à 10 km au nord de Kaplice, à 18 km au sud-sud-est de České Budějovice et à 140 km au sud de Prague.
La commune est limitée par Mokrý Lom au nord, par Trhové Sviny et Slavče à l'est, par Besednice au sud, et par Svatý Jan nad Malší à l'ouest.

## Histoire
La première mention écrite du village date de 1360.

## Administration
La commune se compose de deux sections :
- Ločenice
- Nesměň

## Transports
Par la route, Ločenice se trouve à 20 km de Český Krumlov, à 21 km de České Budějovice et à 154 km de Prague.